# 汴绣
汴繡歷史悠久，源於宋代，也稱宋繡，是獨具開封特色的工藝品，為中国十大名绣之一。在800餘年前的北宋時期，作為手工業之一的刺繡業已得到長足發展。汴京作為當時中原華夏首府，刺繡工藝更是首屈一指。據《東京夢華錄》記載：東京的皇宮設有「文繡院」，有全國出色的繡女300餘人，專為趙宋王公與達官貴人繡製官服及裝飾品，因而也被譽為「宮廷繡」或「官繡」，可算是當時的「京繡」。徽宗年間，又設了繡畫專科，使繡畫分類為山水、樓閣、人物、花鳥，因而名繡工輩出。刺繡與繪畫相結合，使藝術性大大提高。 
在民間，閨閣刺繡更是普便。當時繡姑繡作聚居於開封大相國寺東門外一條叫「繡巷」街的地方，該地亦是著名的刺繡品專賣市場。故而「寺院內外，十里都城，到處是珠簾繡額，巧製新裝，名繡佳作，競相生輝。」
靖康之難以後，宋室南遷，除部分被金人擄走的繡匠，其餘繡工皆隨朝庭南遷。汴繡於是走向衰落。但汴繡繡工在全國範圍的流落對其它地方刺繡發展是具有深遠影響的。

## 工藝特色
汴繡繼承和發展了宋代閨繡特色，以繡工精緻，針法細密，色彩明快，格調高雅而著稱。繡品多以國畫為體裁，圖案逼真。代表作為「清明上河圖」。明代大學者屠隆在他所著的《畫箋》一書中讚曰：「宋之閨繡畫，山水人物，樓台花鳥，針線細密，不露邊縫，其用絨一、二絲，用針職發細者為之，故眉目畢具，絨彩奪目，而豐神宛然，設色開染，較畫更佳，女紅之巧，十指春風，回不可及。」明代董其昌《筠清軒秘錄》亦載：「宋人之繡，針線細密，用絨止一二絲，用針如發細者，為之設色精妙光彩射目。山水分遠近之趣，樓閣待深邃之體，人物具瞻眺生動之情，花鳥極綽約讒唼之態。佳者較畫更勝，望之三趣悉備，十指春風，蓋至此乎」。兩人的描述都大致描述了宋繡之特色。
在二十世紀四十年代時，汴繡針法僅有十幾種。 1958年，針法已發展二十幾種。1982年總結出新老針法36種：其中繼承傳統針法14種，學習借鑒針法5種，創新針法17種。具體包括貼補繡、反戧繡、疊彩繡、辮子股繡、盤金（銀）繡、釘針（金）繡、席篾繡、小亂針繡、大亂針繡、對針繡、十字繡、納紗繡、納點繡、齊套繡、打籽繡、編繡、髮繡、鎖邊繡、包針繡、羊毛繡、散套繡、滾針繡、別針繡、交叉繡、平針繡、墊繡、網繡、雞毛針繡、纏針繡、蒙針繡、雙合繡、棚繡、納針繡、灑線繡，以及雙面繡。 其中槍針繡瓦；滾針、蒙針繡山水樹木；雙合針繡繩索；悠針繡動物，以及疊彩繡、席蔑繡、納點繡、亂針繡等應物象形的等針法，皆與繪畫技法有一定關聯。。
汴繡工藝品種有：單面繡，雙面繡、雙面異色繡、雙面三異繡。

## 現況
與其他名繡一樣，汴繡面臨青黃不接的傳承問題。由於缺乏歸範市場管理和整和，汴繡繡品市場不少份額被類似的蘇繡繡品佔領。